# Nowosibirsk
Nowosibirsk (russisch Новосибирск, anhörenⓘ) ist nach Moskau und Sankt Petersburg die drittgrößte Stadt Russlands und die größte Sibiriens mit 1,63 Mio. Einwohnern (Stand 2024). Sie liegt am Fluss Ob am südöstlichen Rand der Westsibirischen Tiefebene und ist die Hauptstadt der gleichnamigen Oblast und das Verwaltungszentrum des Föderationskreises Sibirien.
Nowosibirsk wurde 1893 an der Ob-Kreuzung der künftigen Transsibirischen Eisenbahn gegründet, wo die Nowosibirsker Eisenbahnbrücke gebaut wurde. Damit zählt sie zu den jüngeren Großstädten des Landes. Ursprünglich zu Ehren von Kaiser Nikolaus II. Nowonikolajewsk („Neu-Nikolaus“) genannt, entwickelte sich die Stadt schnell zum wichtigsten Verkehrs-, Handels- und Industriezentrum Sibiriens und überholte die historische Stadt Tomsk, die bis dahin die bedeutendste Stadt am Ob entlang des Sibirischen Trakts war, für die geplante Eisenbahnstrecke allerdings zu weit nördlich lag. Während des Russischen Bürgerkriegs wurde die Stadt verwüstet, erholte sich aber in der frühen Sowjetzeit und erhielt 1926 ihren heutigen Namen Nowosibirsk („Neu-Sibirien“). In der Stalinzeit entwickelte sich Nowosibirsk zu einem der größten Industriezentren Sibiriens. Nach dem Ausbruch des Zweiten Weltkriegs wurden viele Fabriken aus dem russischen Kernland in die Stadt verlagert. In den 1950er Jahren wurde der Stadtteil „Akademgorodok“ gegründet, der als Forschungszentrum für verschiedene wissenschaftliche Disziplinen diente und bis heute eines der bedeutendsten Forschungszentren Russlands ist. Die Staatliche Universität Nowosibirsk ist eine der renommiertesten Universitäten des Landes.
Nowosibirsk ist auch heute eines der größten Wirtschaftszentren Russlands und beherbergt eine Vielzahl von Industrien, darunter Maschinenbau, Elektrotechnik, Chemie, Lebensmittelverarbeitung und Informationstechnologie. Aufgrund seiner zentralen Lage in Sibirien fungiert die Stadt als bedeutender Logistik- und Handelsknotenpunkt. Die Stadt wird über den Flughafen Tolmatschowo angeflogen, dem verkehrsreichsten Flughafen Sibiriens.
Auch wenn die Stadt aufgrund ihres jungen Alters nur wenige historische Bauten aufweisen kann und sowjetisch geprägt ist, beherbergt die Stadt viele bemerkenswerte Orte wie die neobyzantinische Alexander-Newski-Kathedrale, das Nowosibirsker Opern- und Balletttheater sowie den Nowosibirsker Zoo und die mit 2.145 Metern längste U-Bahn-Brücke der Welt.

## Geographie
Die Stadt liegt im Südosten des Westsibirischen Tieflandes in der Zeitzone UTC+7 (4 Stunden vor Moskauer Zeit (UTC+3)), etwa 2800 Kilometer östlich von Moskau und knapp 400 Kilometer von der kasachischen Grenze entfernt. Die nächstgelegenen Städte sind Barnaul (192 km), Tomsk (206 km) und Kemerowo (207 km).
Nördlich der Stadt erstrecken sich die Wasjugan-Sümpfe, im Westen und Südwesten geht das Land langsam von der Waldsteppe in reine Steppenlandschaft über. Rund 400 Kilometer weiter südlich beginnt das Altai-Gebirge. Östlich der Stadt liegt das Kusnezker Kohlebecken mit den Städten Kemerowo, Nowokusnezk und Prokopjewsk und das Kusnezker Alatau-Gebirge.
Die Stadt erstreckt sich entlang des Flusses Ob, dem größten Fluss Westsibiriens, der hier in einem künstlich aufgestauten Stausee, dem Ob-Stausee, eine bedeutende Verbreiterung erfährt. Nowosibirsk befindet sich in einer Zone mit kontinentalem Klima, das durch kalte, schneereiche Winter und warme Sommer geprägt ist. Die durchschnittlichen Temperaturen liegen im Januar bei etwa −15 bis −20 Grad Celsius, können aber bis auf −40 Grad Celsius fallen. Im Sommer erreichen die Temperaturen oft Werte von über 30 Grad Celsius.
Im damaligen Nowonikolajewsk wurde als Symbol für den geographischen Mittelpunkt des Russischen Reiches im Jahr 1915 anlässlich des 300-jährigen Jubiläums der Romanow-Dynastie die Kapelle St. Nikolai errichtet. Heute ist die mitten im Zentrum von Nowosibirsk stehende Kapelle eine besondere Sehenswürdigkeit und ein Wahrzeichen der Stadt. Der geographische Mittelpunkt des heutigen Russlands hat sich jedoch nach Krasnojarsk verschoben.

## Geschichte
Die Geschichte von Nowosibirsk steht in engem Zusammenhang mit der Erschließung Westsibiriens. Die Siedlung hieß zunächst Nowaja Derewnja (Neues Dorf), Gussewka, Kriwoschtschokowski, Alexandrowski, Nowo-Nikolaewski, bis sie 1903 mit den Stadtrechten den Namen Nowonikolajewsk (Новониколаевск, nach dem Namen des letzten Zaren Russlands Nikolaus II.) erhielt. 1926 wurde die Stadt in Nowosibirsk umbenannt.

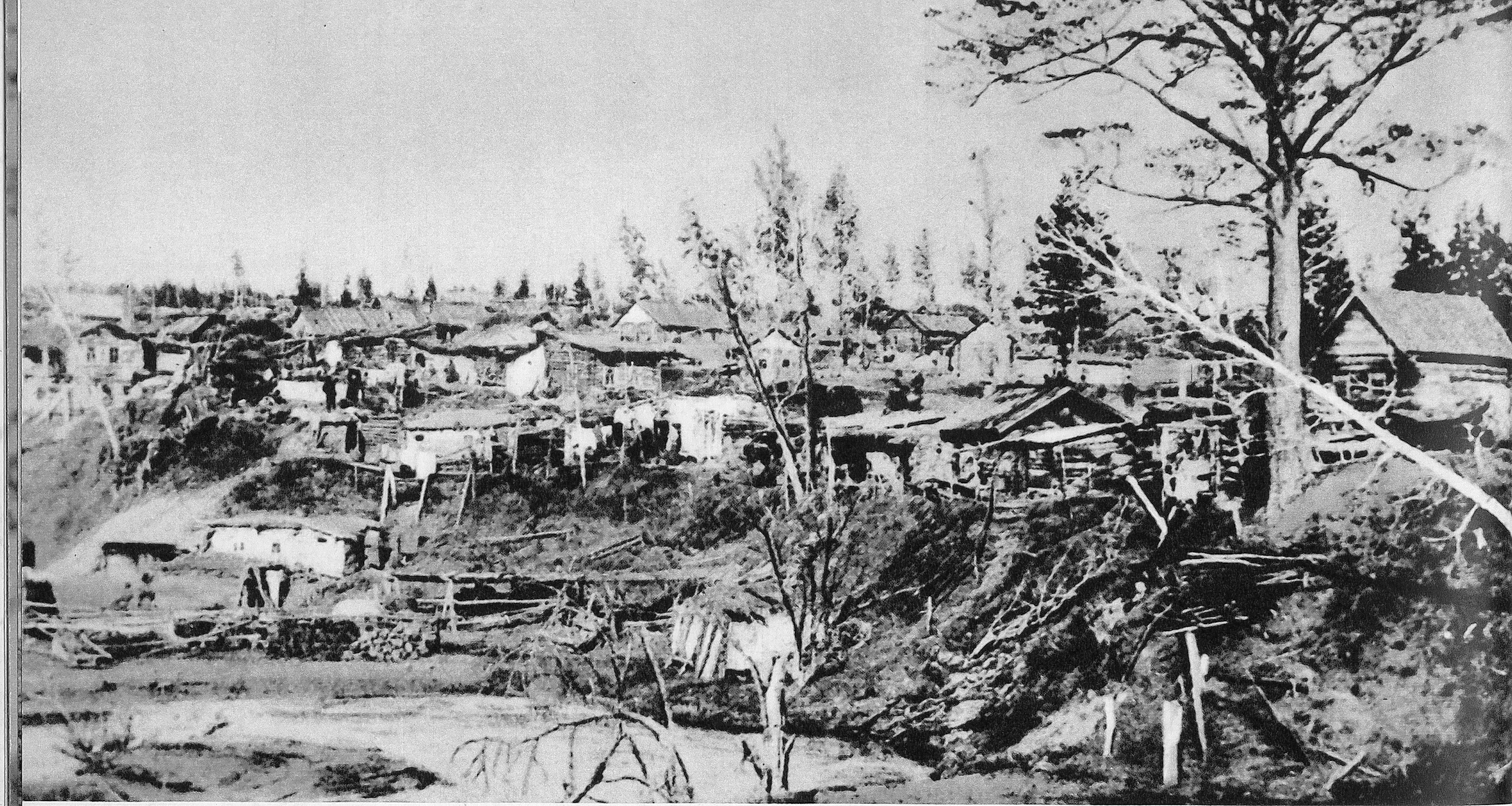
Nowonikolajewsk 1895

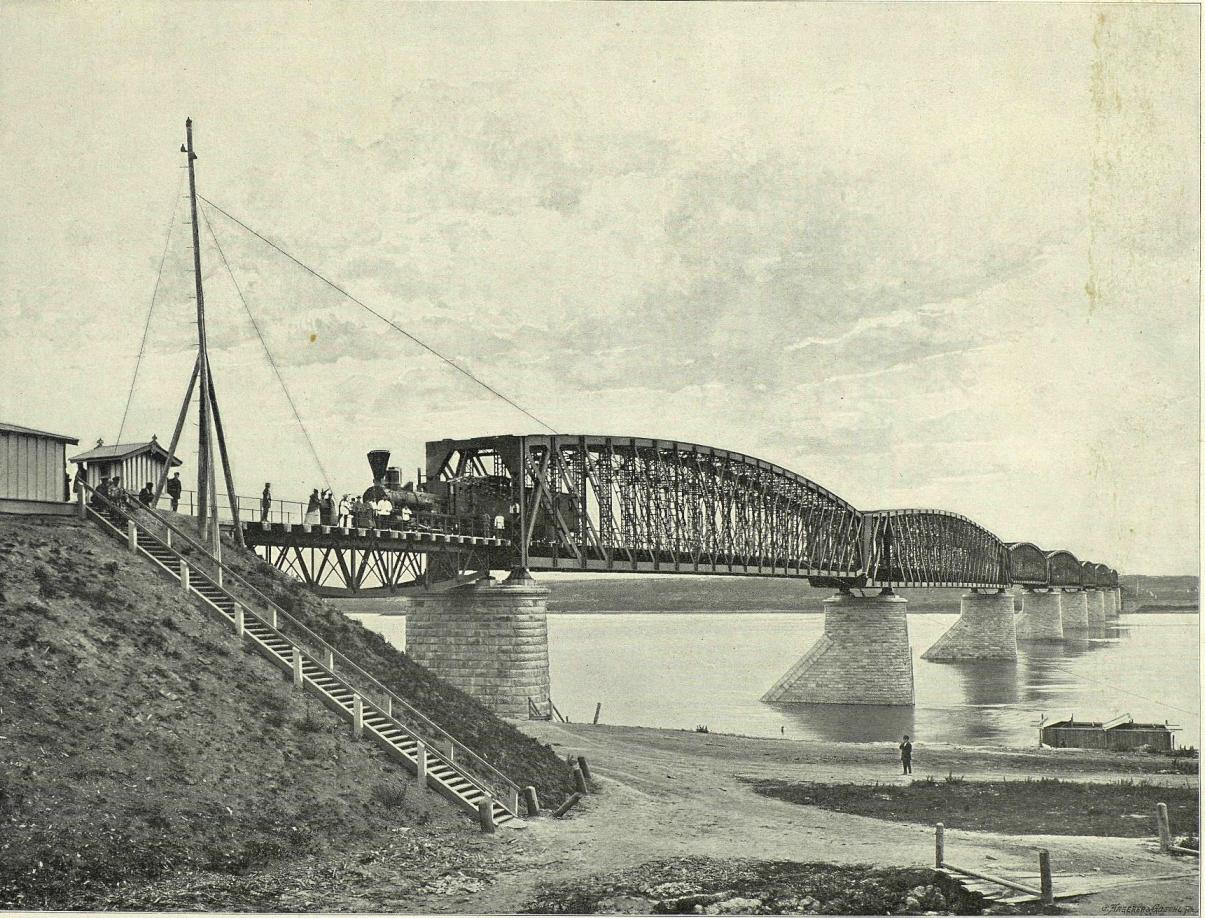
Erste Eisenbahnbrücke über den Ob

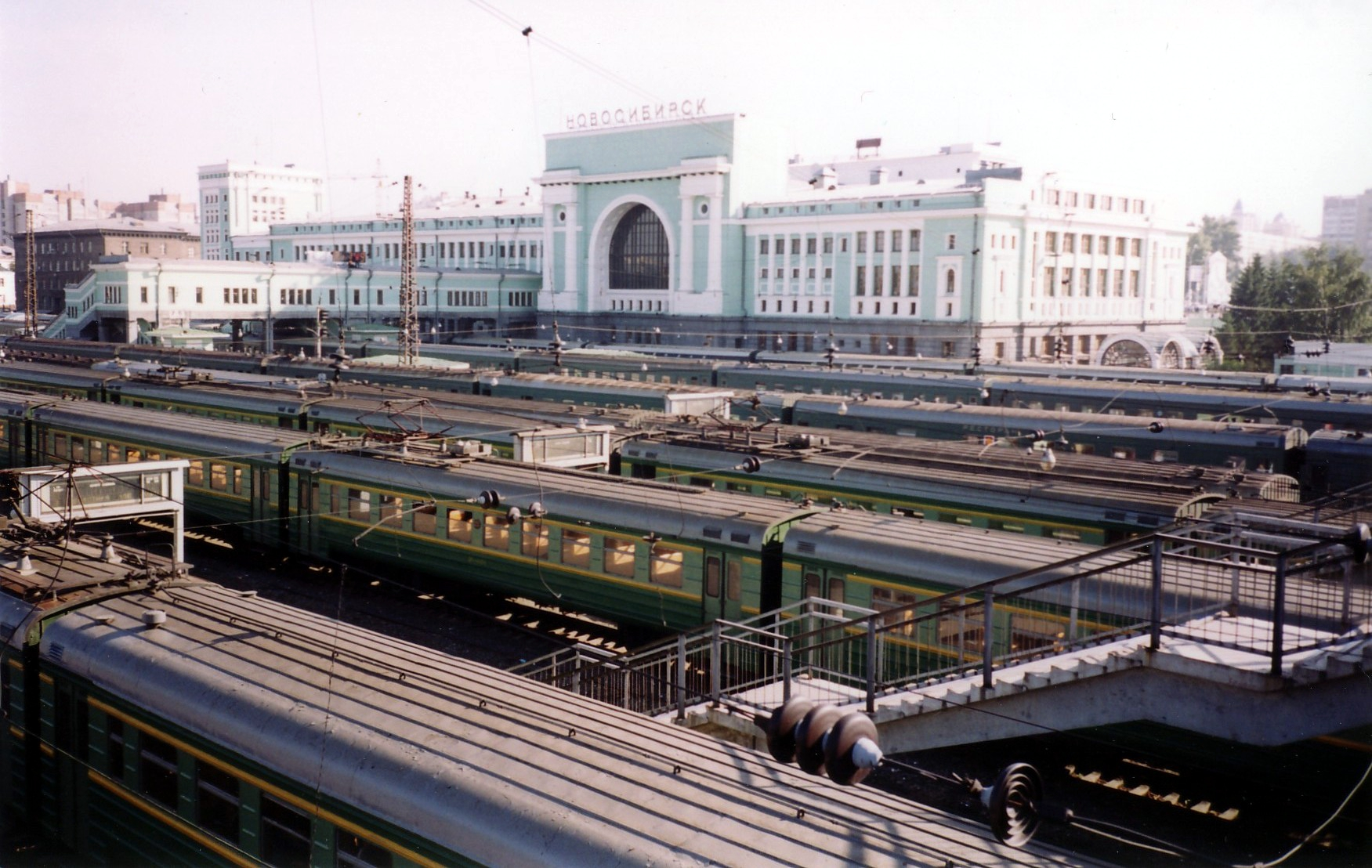
Bahnhof in Nowosibirsk

Alexander III. begann im späten 19. Jahrhundert mit dem Bau der Transsibirischen Eisenbahn (1890–1900), um den Anschluss der sibirischen Region mit ihrem Reichtum an Bodenschätzen an Moskau und Westrussland zu gewährleisten. Die Verbindung sollte an der alten Stadt Kolywan den Fluss Ob überqueren, jedoch wurden die Pläne geändert, sodass die Brücke bei dem kleinen Dorf Kriwoschtschokowo errichtet wurde. Da für das Projekt sehr viele Eisenbahnarbeiter notwendig waren, entstand schnell eine Siedlung an der Brücke.
Das offizielle Gründungsdatum ist die Grundsteinlegung der Eisenbahnbrücke über den Ob mit einem Gottesdienst am 20. Mai 1893. Im Frühjahr 1897 wurde die Brücke für den Verkehr geöffnet, der Bahnhof mit Infrastruktur bestand schon. Da die umliegenden Siedlungen diese Möglichkeit schnell für den Transport ihrer Güter nutzten, wuchs die Stadt rasch. Nowonikolajewsk hatte zu diesem Zeitpunkt bereits 7800 Einwohner.
Im Dezember 1903 bekam Nowonikolajewsk den offiziellen Status als Stadt. Inklusive der Bevölkerung der Umgebung hatte es 22.000 Einwohner. 1906 wurde die erste sibirische Bank in Nowonikolajewsk gegründet, 1915 waren es schon fünf Banken. Schnell wurde die Stadt zum Finanz- und Handelszentrum der Region. 1907 bekam sie alle Rechte der Selbstverwaltung zugesprochen. Die Einwohnerzahl betrug 47.000. Kurz vor der Oktoberrevolution hatte die Stadt 80.000 Einwohner und war die größte Industriestadt, die nicht allein im Agrarsektor industriell entwickelt war, mit mehr als 40 Schulen, Kinos, einer Hochschule, einer Schiffswerft und mehr als 8 Kirchen.
Im Jahr 1917 übernahmen Arbeiter und Soldaten in den Wirren der Oktoberrevolution die Stadt. Nowonikolajewsk wurde ein wichtiger strategischer Punkt für die Armee Koltschaks (500.000 Soldaten) in den Bürgerkriegsunruhen, wurde jedoch 1919 von der Roten Armee erobert. Die Brücke wurde zerstört, und die Stadt litt unter den Folgen des Bürgerkrieges. Cholera, Typhus und andere Epidemien kosteten Tausende das Leben. Nowonikolajewsk war in der für die UdSSR schwierigen Anfangszeit eine der wenigen Städte, in denen es an nichts fehlte. 1921 wurden unter Lenin Verwaltungseinrichtungen von Omsk nach Nowonikolajewsk verlagert, und die Stadt wurde die Hauptstadt des neugegründeten Gouvernements Nowonikolajewsk, das nur bis 1925 bestehen sollte.
Am 12. Februar 1926 wurde die Stadt auf Wunsch der Einwohner in Nowosibirsk (frei übersetzt „Neues Sibirien“) umbenannt, wie sie heute noch heißt. Unter Stalin wurde die Stadt hauptsächlich zu einem Industriezentrum. Als Handelszentrum verlor sie an Bedeutung. Viele der neuen Industriezweige hatten ihren Schwerpunkt im Agrarsektor.
Von 1925 bis 1930 war Nowosibirsk Hauptstadt des Sibirischen Krai und nach dessen Aufteilung bis 1937 des Westsibirischen Krai. Anschließend wurde die bis heute bestehende Oblast Nowosibirsk gebildet.
Während der Hungerperiode 1932–1933 kamen mehr als 170.000 Flüchtlinge nach Nowosibirsk und ließen sich in Slums am Rande der Stadt nieder, die heute große Stadtteile sind. Nach dem deutschen Überfall auf die Sowjetunion wurden 1941/42 mehr als 50 industrielle Fertigungsanlagen von Westrussland nach Nowosibirsk verlagert, und die Stadt wurde ein Rüstungszentrum. Bis zum Kriegsende wurden im Werk Nr. 153 für die Luftstreitkräfte über 16.000 Jagdflugzeuge der Typen I-16, LaGG-3, Jak-7 und Jak-9 produziert. Mehr als 140.000 Flüchtlinge hielten sich während des Krieges zeitweilig in der Stadt auf. Zwischen 1915 und 1945 entstanden mehr als 26 Militärkrankenhäuser in Nowosibirsk.
In Nowosibirsk bestand das Kriegsgefangenenlager 199 für deutsche Kriegsgefangene des Zweiten Weltkriegs. Schwer Erkrankte wurden im Kriegsgefangenenhospital 2494 versorgt. Westlich des Ob gab es einen Friedhof, auf dem ca. 20.000 deutsche und japanische Kriegsgefangene begraben wurden.
Nowosibirsk entwickelte sich zum Hauptverkehrsknotenpunkt Sibiriens als Verbindung zwischen West und Ost. 1943 wurde die sibirische Abteilung der Akademie der Wissenschaften in Nowosibirsk eröffnet. Ab diesem Zeitpunkt ist Nowosibirsk auch die wichtigste Bildungsstätte Sibiriens. 1954 wurde die Straßenbahn gebaut, Nowosibirsk hatte 287.000 Einwohner. 1955 wurde die Hauptbrücke über den Ob, die „Kommunalny-Brücke“, gebaut.
1957 wurde der Ob-Stausee (1070 km² Fläche, maximal 8,8 Mrd. m³ Stauinhalt) zum Zweck der Stromgewinnung (1687 Mio. kWh im Jahresdurchschnitt) gebaut. Dies hatte weitere Umweltprobleme zu den bereits durch die starke Industrialisierung verursachten zur Folge. Erosion aufgrund vernichteter (überfluteter) Wälder, Überflutungen und Hochwasser traten auf.
Auch an den Ufern des Ob-Stausees wurde 1957 Akademgorodok, die Stadt der Wissenschaft, errichtet (ca. 30 km südlich vom Stadtzentrum) und wurde Zentrum der sibirischen Abteilung der Akademie der Wissenschaften. Dort entstanden innerhalb kürzester Zeit 14 Forschungseinrichtungen und Universitäten, quasi eine neue Stadt. Anfang der 1960er-Jahre erreichte Nowosibirsk eine Größe von mehr als einer Million Einwohnern. 1979 wurde mit dem Bau der Metro begonnen, eröffnet wurde die erste Linie 1985.

### Bevölkerungsentwicklung
| Jahr | Einwohner |
| ---- | --------- |
| 1897 | 0.008.000 |
| 1926 | 0.120.000 |
| 1939 | 0.405.297 |
| 1959 | 0.885.045 |
| 1970 | 1.160.963 |
| 1979 | 1.312.480 |
| 1989 | 1.436.516 |
| 2002 | 1.425.508 |
| 2010 | 1.473.754 |
| 2013 | 1.523.808 |
| 2020 | 1.625.631 |

Anmerkung: Volkszählungsdaten (1897–1926 gerundet)

## Kultur

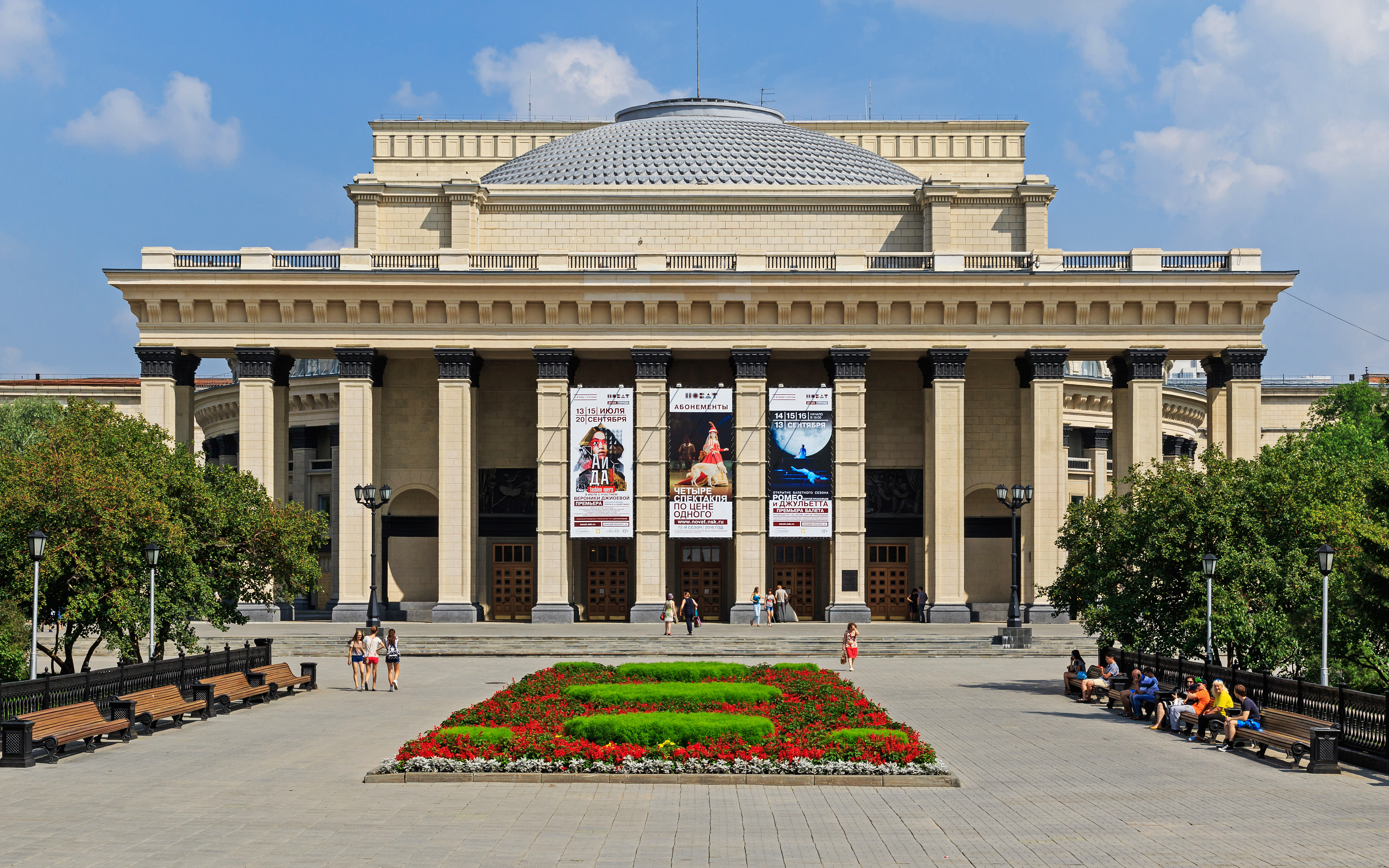
Die Oper von Nowosibirsk

Nowosibirsk ist das kulturelle Zentrum Sibiriens und ein wichtiger Standort von Theater und Musik in Russland. Das kulturelle Leben von Nowosibirsk spielt sich in Theatern, Museen und Galerien ab. Unter den Theatern ist das Akademische Opern- und Ballett-Theater das wohl bekannteste. Die professionellen Theater in Nowosibirsk rekrutieren ihre Mitglieder aus dem berühmten Staatskonservatorium „Glinka“, aus der Ballettschule und der Theaterschule in Nowosibirsk und dem Musikkolleg. International bekannt ist auch das 1956 gegründete Akademische Symphonieorchester der seit 1. Januar 1937 bestehenden Staatlichen Philharmonie von Nowosibirsk. Gründer und langjähriger Leiter des Orchesters war Arnold Katz (1924–2007), der 1994 zum „Mann des Jahres“ ernannt wurde und 1998 den Staatspreis Russlands erhielt. Nach ihm wurde auch die neue Konzerthalle in Nowosibirsk benannt, deren Eröffnungskonzert 2012 von seinem Nachfolger, dem litauischen Dirigenten Gintaras Rinkevičius, geleitet wurde.
Seit 2009 besteht in der Stadt ein Goethe-Institut.
Eine weitere Besonderheit von Nowosibirsk ist die Violinschule, die internationale Größen wie Anton Barachovsky, Ilja Konowalow, und Vadim Repin hervorbrachte. Vadim Repin ist auch der Initiator des neuen „Transsiberian Art Festivals“ in seiner Geburtsstadt, dessen Eröffnungskonzert im April 2014 in der neuen Arnold-Katz-Konzerthalle unter der Leitung von Kent Nagano stattfand.

### Darstellende Kunst und Oper
Theater und Künstler der Stadt wurden mit dem  russischen Theaterpreis Goldene Maske ausgezeichnet. So erhielt im Jahr 2004 das Opern- und Ballett-Theater Nowosibirsk die Goldene Maske für seine Inszenierung von Alfred Schnittkes Oper Leben mit einem Idioten. Im Jahr 2005 wurden ihm erneut Goldene Masken verliehen: dem Regisseur Dmitri Tschernjakow und der Bühnenbildnerin Irina Makarowa für ihre Aida-Inszenierung. Das Jugendtheater Globus erhielt zwei Goldene Masken im Jahr 2004 für die Produktion Doppelte Verführung („Двойное непостоянство“), für die Inszenierung und die Hauptdarstellerin Olga Zink, und im Jahr 2005 wurde die Musik-Komödie für das Stück Manche mögens heiß mit einer Goldenen Maske ausgezeichnet.
Die Tannhäuser-Inszenierung von Timofej Kuljabin wurde von der Zeitung Kommersant in die Liste der zehn besten Premieren in Russland im Jahr 2014 aufgenommen.
Nach heftigen Protesten besonders seitens der orthodoxen Kirche brachte die Staatsanwaltschaft jedoch im März 2015 die als Beispiel künstlerischer Freiheit sowie als „Meilenstein russischer Wagner-Wahrnehmung“ gepriesene Tannhäuser-Inszenierung wegen „mutwilliger öffentlicher Schändung religiöser und liturgischer Literatur und religiöser Kultobjekte“ vor Gericht, weil darin der Titelheld als Jesus sich im Venusgrotten-Bordell mit halbnackten Frauen vergnügt. Zwar wurde das Verfahren aus Mangel an Beweisen eingestellt, doch Boris Mesdritsch, der Intendant des Hauses, wurde durch den St. Petersburger Intendanten Wladimir Kechman ersetzt, der die umstrittene Inszenierung sogleich vom Spielplan des Nowosibirsker Opern- und Balletttheaters strich. Ende 2021 wurde Kechman durch Dmitri Jurowski ersetzt.

### Museen
Das Staatliche Kunstmuseum Nowosibirsk wurde am 27. Dezember 1959 eröffnet. Bis 1994 hieß es Regionale Bildergalerie Nowosibirsk. Die Sammlung umfasst rund 9000 Werke, unter anderem solche von Nicholas Roerich. Am 23. September 2010 eröffnete das Sibirische Zentrum für Gegenwartskunst. Es ist das erste staatliche Zentrum für Gegenwartskunst Sibiriens.
Es gibt in Nowosibirsk ein Heimatmuseum sowie ein relativ neues Museum der Geschichte und Kultur der Völker Sibiriens.
Das geologische und das zoologische Museum Nowosibirsks genießen Weltruhm.

## Sehenswürdigkeiten

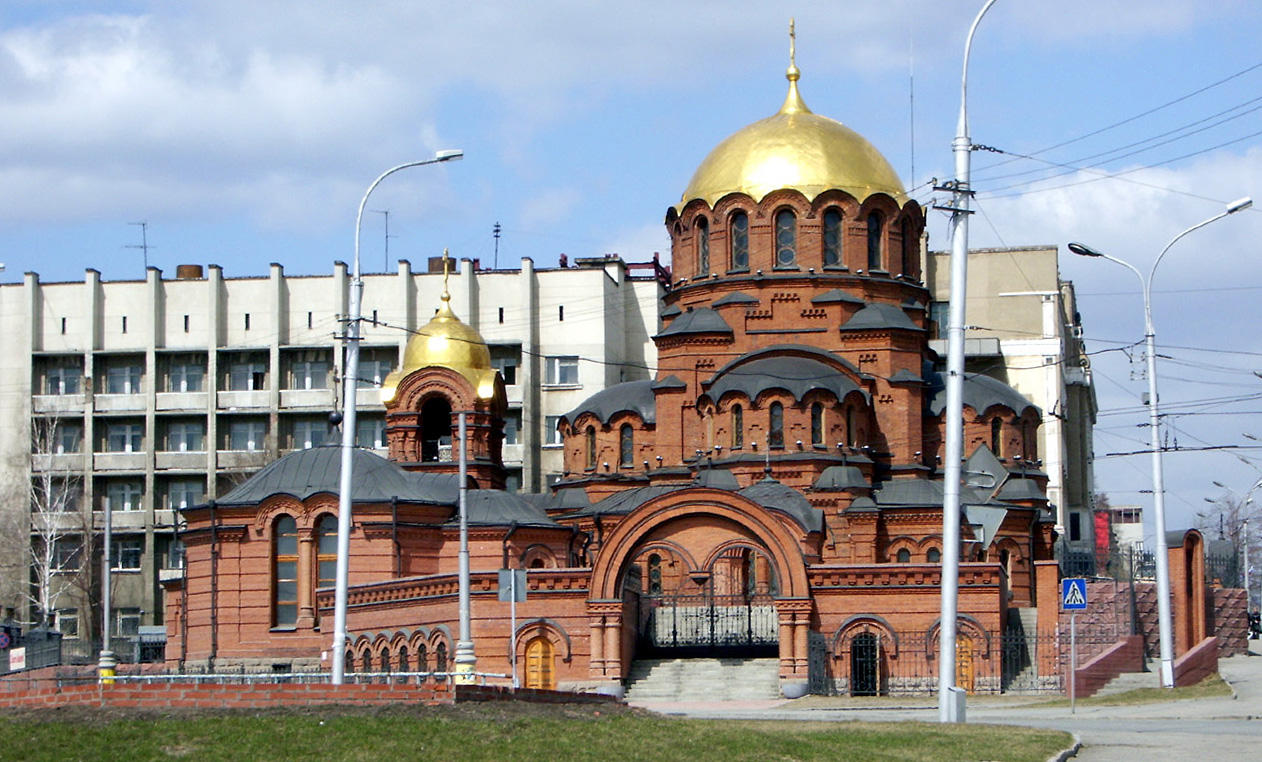
Alexander-Newski-Kathedrale

Die Stadt kann zahlreiche Zeugnisse des Sozialistischen Klassizismus vorweisen, so zum Beispiel das Opernhaus, die riesige auf dessen Vorplatz aufgestellte Lenin-Statue, das Rathaus, das Lenin-Haus und viele mehr. Zu den Sehenswürdigkeiten Nowosibirsks zählen außerdem Anfang des 20. Jahrhunderts erbaute repräsentative Gebäude wie der Bahnhof im Zentrum der Stadt, einer der größten seiner Art in Russland, die Kunstgalerie, das städtische Heimatmuseum, das Haus der Offiziere sowie zahlreiche Kirchen.
Die Nowosibirsker sehen eine kleine Kapelle im Zentrum, die als Mittelpunkt des Russischen Zarenreiches galt, sowie die ersten beiden Brücken über den Ob (Eisenbahn- und Kommunalny-Brücke) als wichtigste Sehenswürdigkeiten der Stadt an. Touristische Anziehungspunkte sind ferner die restaurierte Alexander-Newski-Kathedrale sowie der große, weitläufige Zoo. Die Kleine Westsibirische Eisenbahn ist eine Parkeisenbahn in der Nähe des Zoos.
Die neue römisch-katholische Bischofskirche wurde 1997 geweiht.
Seit 2013 gibt es ein Denkmal für Labormäuse.

## Wirtschaft

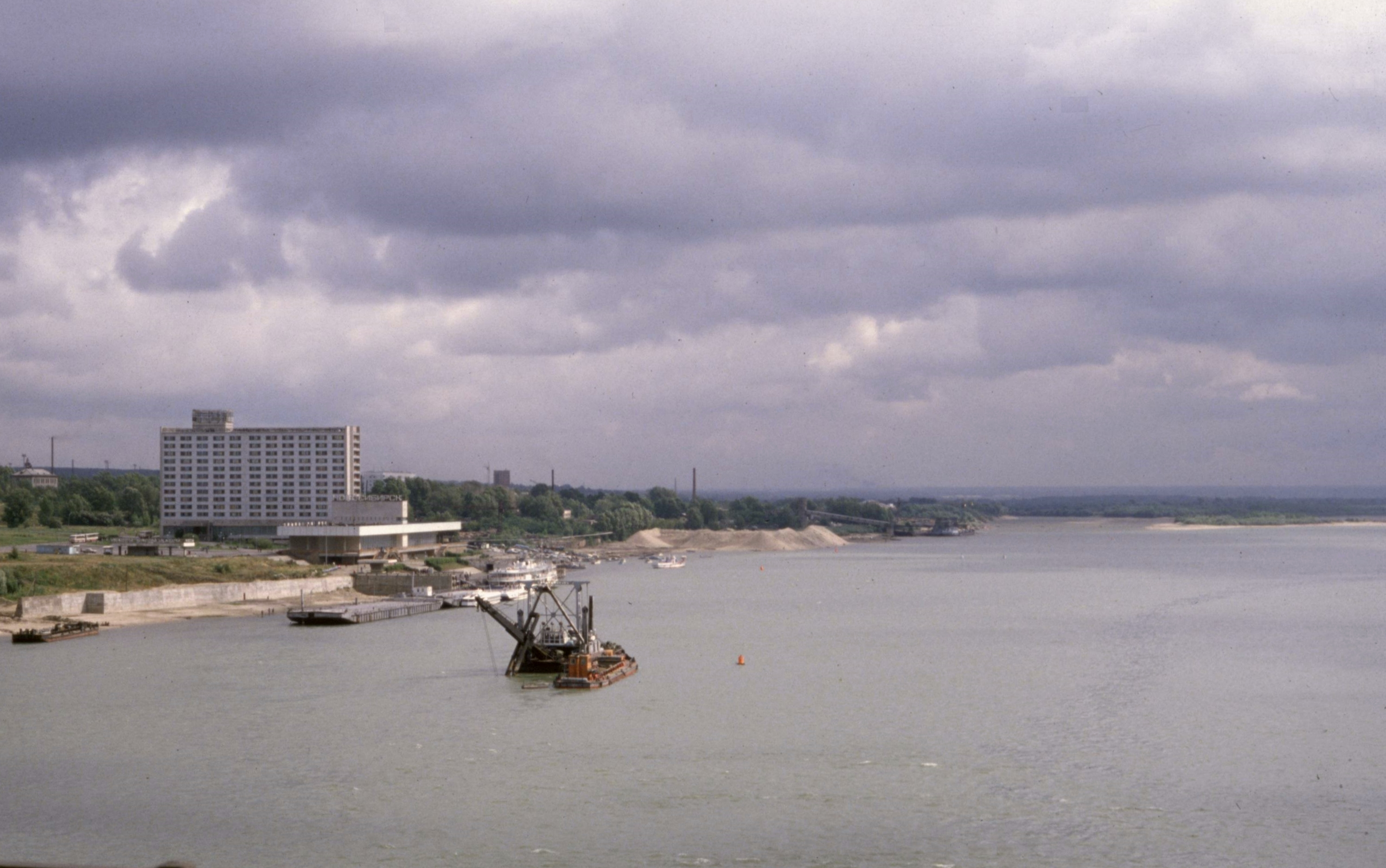
Nowosibirsk, östliches Ob-Ufer mit Hotel River Park (1981)

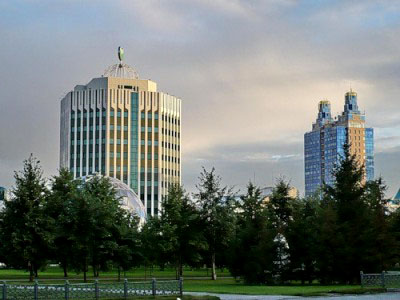
Sibir-Bank

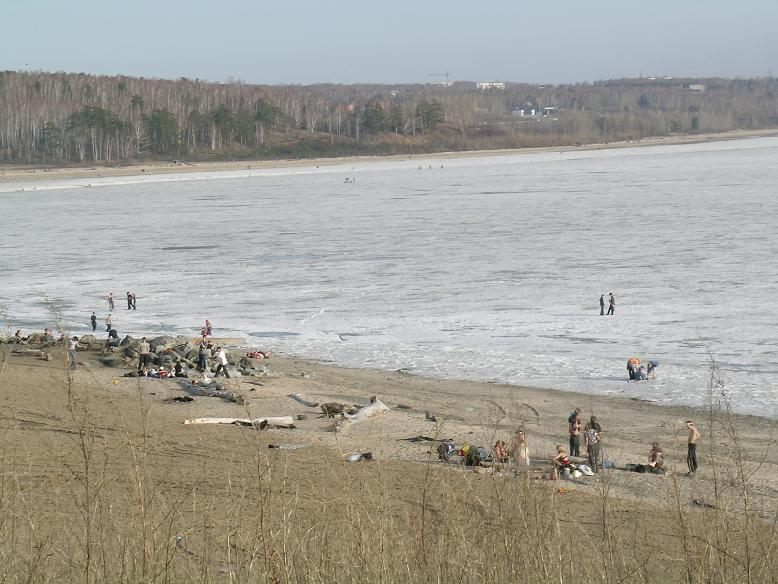
Strand am Ob-Stausee im Frühjahr

Nowosibirsk ist eines der wichtigsten Industrie- und Wissenschaftszentren Russlands.
Die wichtigsten Industrien sind Rüstungsindustrie, Flugzeugbau (Tschkalow-Flugzeugwerke, Tochterfirma von Suchoi, hier wurden ab der zweiten Hälfte der 1940er Jahre die strahlgetriebenen Jagdflugzeuge der Reihe MiG-15, MiG-17 und MiG-19 gefertigt, anschließend wurden Konstruktionen von Suchoi (Su-9, Su-11, Su-15 und bis zum Ende der Sowjetunion Su-24) produziert), Maschinenbau (Werk „Sibelektrotjaschmasch“), Landmaschinenbau (Werk „Sibselmasch“), Metallindustrie (Schwarz- und Buntmetallurgie), Elektrotechnik und Elektronik, chemische und pharmazeutische Industrie, Leicht- und Lebensmittelindustrie, Baumaterialien. Das „Nowosibirsker Chemiekonzentrat-Werk“ ist eine Tochter des TWEL-Konzerns, die Kernbrennstoff produziert. Das Telekommunikationsunternehmen Sibirtelekom hatte bis zur Übernahme durch Rostelekom seinen Sitz in Nowosibirsk. In Akademgorodok und Kolzowo versucht man, die IT-Branche auszubauen. Mehrere kleine und mittelgroße Softwarefirmen entwickeln von hier aus Programme für Russland, Europa und Amerika.
Die Stromversorgung von Nowosibirsk erfolgt unter anderem durch die Wasserkraftwerke der Umgebung, insbesondere das Wasserkraftwerk des Ob-Stausees. Ferner versorgen noch mehrere Kohlekraftwerke die Stadt mit Strom und Wärme.

## Infrastruktur
Am Ort befindet sich eine Monitoring-Station des SDCM-Systems.

### Nahverkehr

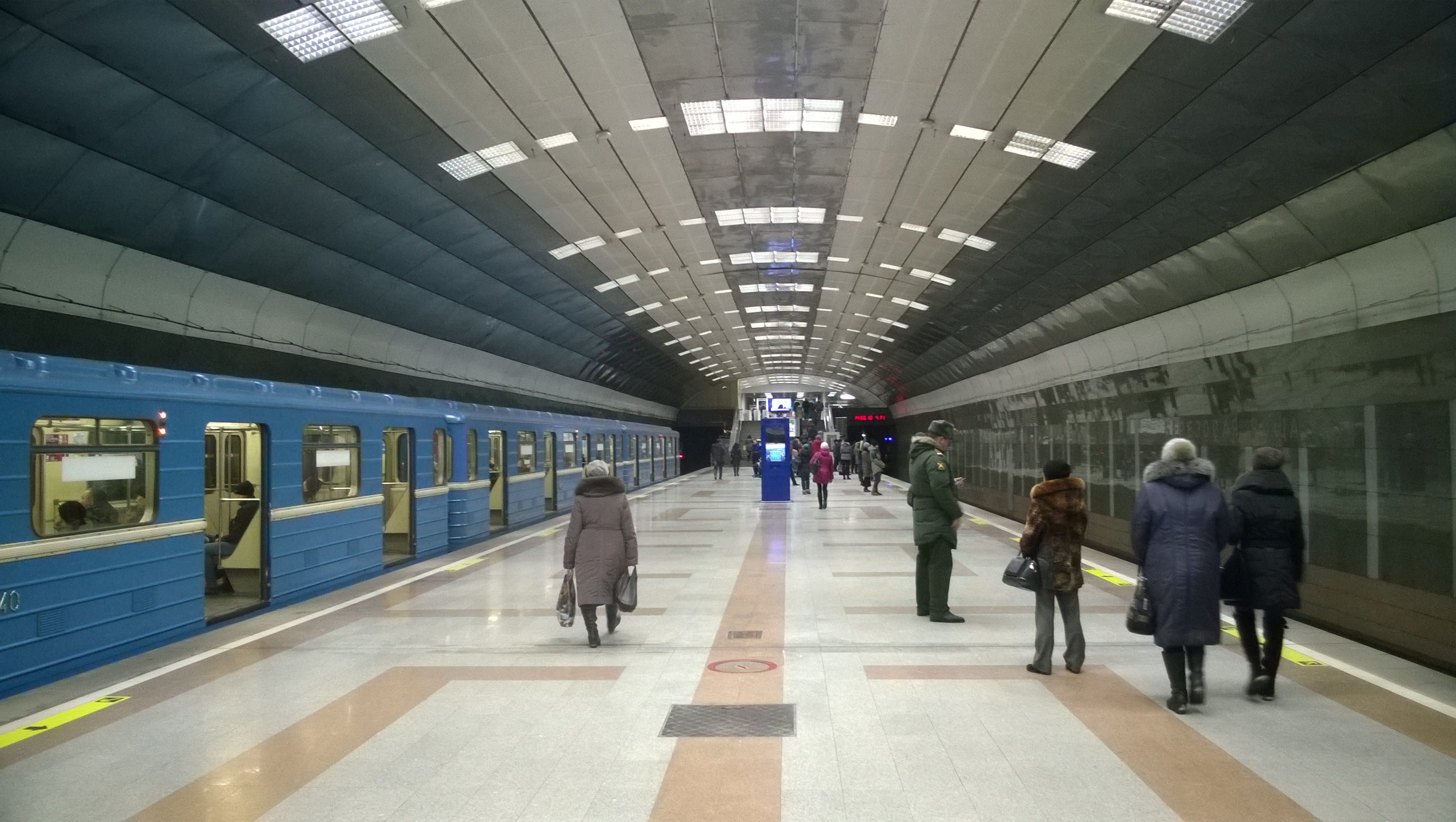
Metro-Station Beriosowaja Roscha

Die Metro Nowosibirsk, die 1985 eröffnet wurde und immer noch ausgebaut wird, besteht aus zwei Linien, die sich im Stadtzentrum überkreuzen und insgesamt zwölf Stationen zählen. Das Straßenbahnnetz wird seit der Eröffnung der U-Bahn vernachlässigt. Fast alle Strecken im Stadtzentrum wurden eingestellt, der Wagenpark und die verbliebenen Trassen sind in schlechtem Zustand. Seit 1992 sind die Netze auf dem linken und dem rechten Ufer nicht mehr miteinander verbunden. Bedeutender ist das kommunale Oberleitungsbussystem, das nahezu alle Stadtviertel bedient. Auch hier leidet die Infrastruktur unter mangelnden Investitionen. Der wichtigste Verkehrsträger ist der Busverkehr. Nahezu alle kommunalen Linien wurden an private Betreiber übergeben. Zum größten Teil kommen Busse der Marken MAZ und LiAZ zum Einsatz, vereinzelt asiatische Busse oder Fahrzeuge von PAZ. Für Linien mit Kleinbussen („Marschrutka“) werden vor allem GAZ, Peugeot Boxer und Ford Transit mit 14 bis 25 Plätzen eingesetzt. Außerdem werden die Wasserbusse in Nowosibirsk weiter betrieben.
Die Vorstädte wie Akademgorodok sind erreichbar mit Bussen, Kleinbussen oder Vorortzügen (Elektritschkas).
Die Fahrzeuge aller Nahverkehrslinien können in Echtzeit online sowie auf Mobiltelefonen verfolgt werden.
Im Stadtzentrum gibt es drei Autobrücken über den Ob: Dmitrowski, Oktjabrski (heutige offizielle Bezeichnung der Kommunalny-Brücke) und Bugrinski. Außerdem führt eine Straße über den Damm des Nowosibirsker Stausees im Süden der Stadt. Eine vierte Brücke unweit der ersten Eisenbahnbrücke ist in Bau (Stand 2023). Nördlich von Nowosibirsk beim Dorf Motschischtsche überquert eine vierte Brücke im Verlauf der Stadtumgehung der Fernstraße R254 den Ob. Innerhalb der Stadt gibt es zudem zwei größere Autobrücken über den Fluss Inja.

### Fernverkehr

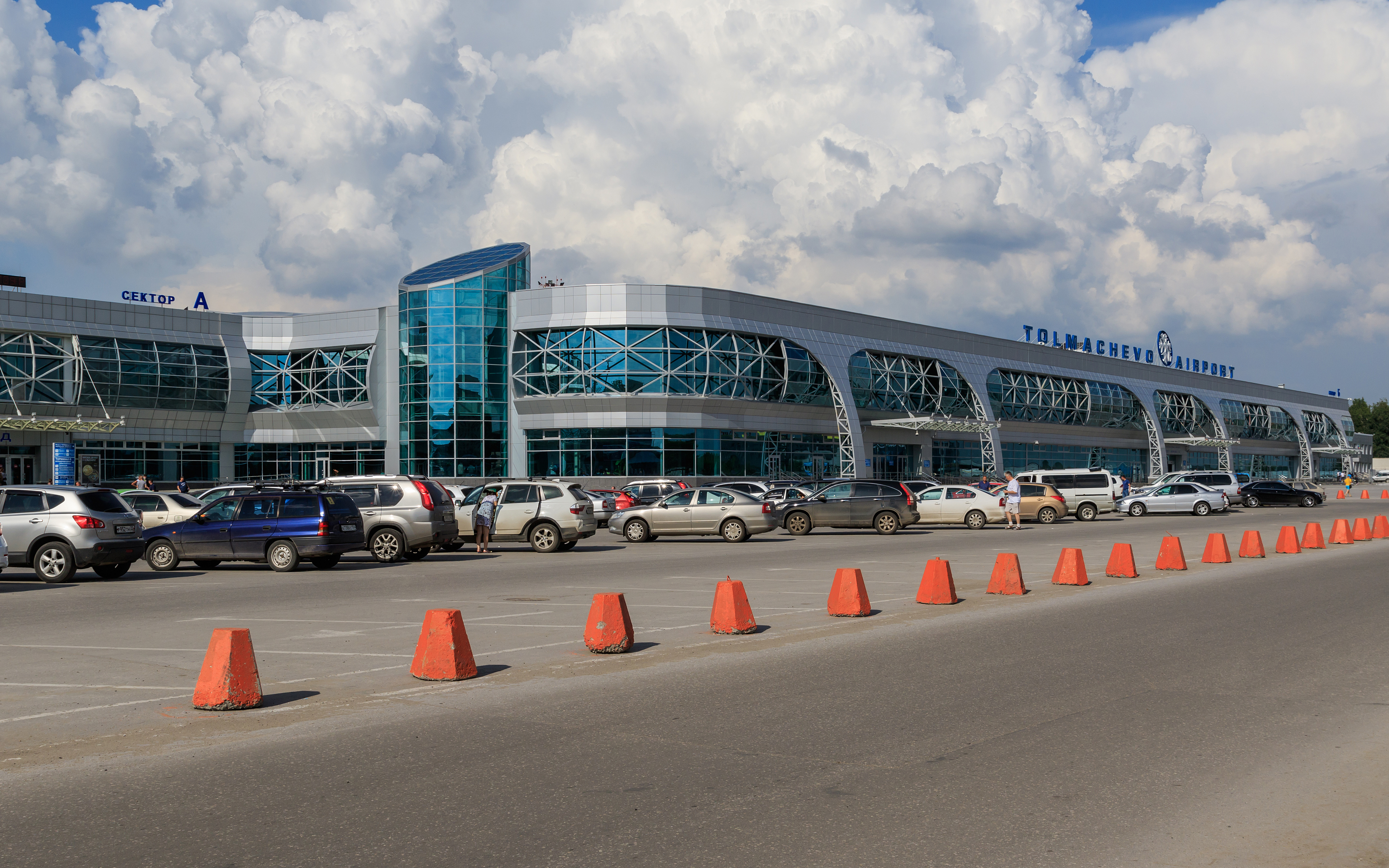
Flughafen Nowosibirsk

Nowosibirsk besitzt einen internationalen Flughafen (Tolmatschowo), einen Binnenhafen, einen Busbahnhof und liegt an der Transsibirischen Eisenbahn. Über den Nowosibirsker Bahnhof war die Stadt bis Dezember 2013 umsteigefrei aus Berlin zu erreichen. Die Stadt ist Verwaltungssitz der Westsibirischen Regionaldirektion der Russischen Staatsbahn. Die Direktion betreibt nicht nur alle Eisenbahnlinien samt zugehöriger Infrastruktur im Großraum Nowosibirsk, sondern auch ein über 9000 Kilometer langes Schienennetz. Der städtische Flughafen (Flughafen Nowosibirsk-Sewerny), der zuletzt für Flüge in die nördliche Taiga genutzt wurde, ist seit Februar 2011 geschlossen und wird städtebaulich genutzt.
Die Stadt liegt an der transkontinentalen Straßenverbindung von Moskau nach Wladiwostok. Hier endet die russische Fernstraße R254 aus Tscheljabinsk und beginnt die R255, die nach Irkutsk führt. Gleichzeitig ist Nowosibirsk Ausgangspunkt der Abzweigung R256, die in südliche Richtung über Barnaul nach Gorno-Altaisk und dann nach Südosten durch das Altai-Gebirge nach Taschanta an der mongolischen Grenze führt.

## Bildung
In Nowosibirsk bestehen zum heutigen Zeitpunkt 24 (mit Filialen von Hochschulen aus anderen Städten 34) Hochschulen, darunter die Staatliche Universität Nowosibirsk, die Staatliche Technische Universität Nowosibirsk und die Staatliche Universität für Architektur und Bauwesen Nowosibirsk. In Nowosibirsk ist ebenfalls das große Konservatorium situiert, und hier ist der Sitz der Sibirischen Sektion der Akademie der Wissenschaften Russlands.

### Universitäten
- Fakultät der Staatlichen Handelsuniversität Moskau
- Filiale der Staatlichen Universität Tomsk
- Russisch-Deutsche Universität
- Sibirische Staatliche Geodätische Akademie
- Sibirische Staatliche Universität für Telekommunikation und Informatik
- Sibirische Staatliche Universität für Verkehrswesen
- Sibirische Universität für Genossenschaftswesen
- Staatliche Agraruniversität Nowosibirsk
- Staatliche Medizinische Universität Nowosibirsk
- Staatliche Pädagogische Universität Nowosibirsk
- Staatliche Technische Universität Nowosibirsk
- Staatliche Universität Nowosibirsk
- Staatliche Universität für Architektur und Bauwesen Nowosibirsk
- Staatliche Universität für Wirtschaft und Management Nowosibirsk (NSUEM)
- Staatliche Universität für Architektur, Design und Kunst Nowosibirsk[15]
- Sibirische Staatliche Universität für Wassertransport[16]

Diverse Fakultäten befinden sich in Akademgorodok.

## Sport

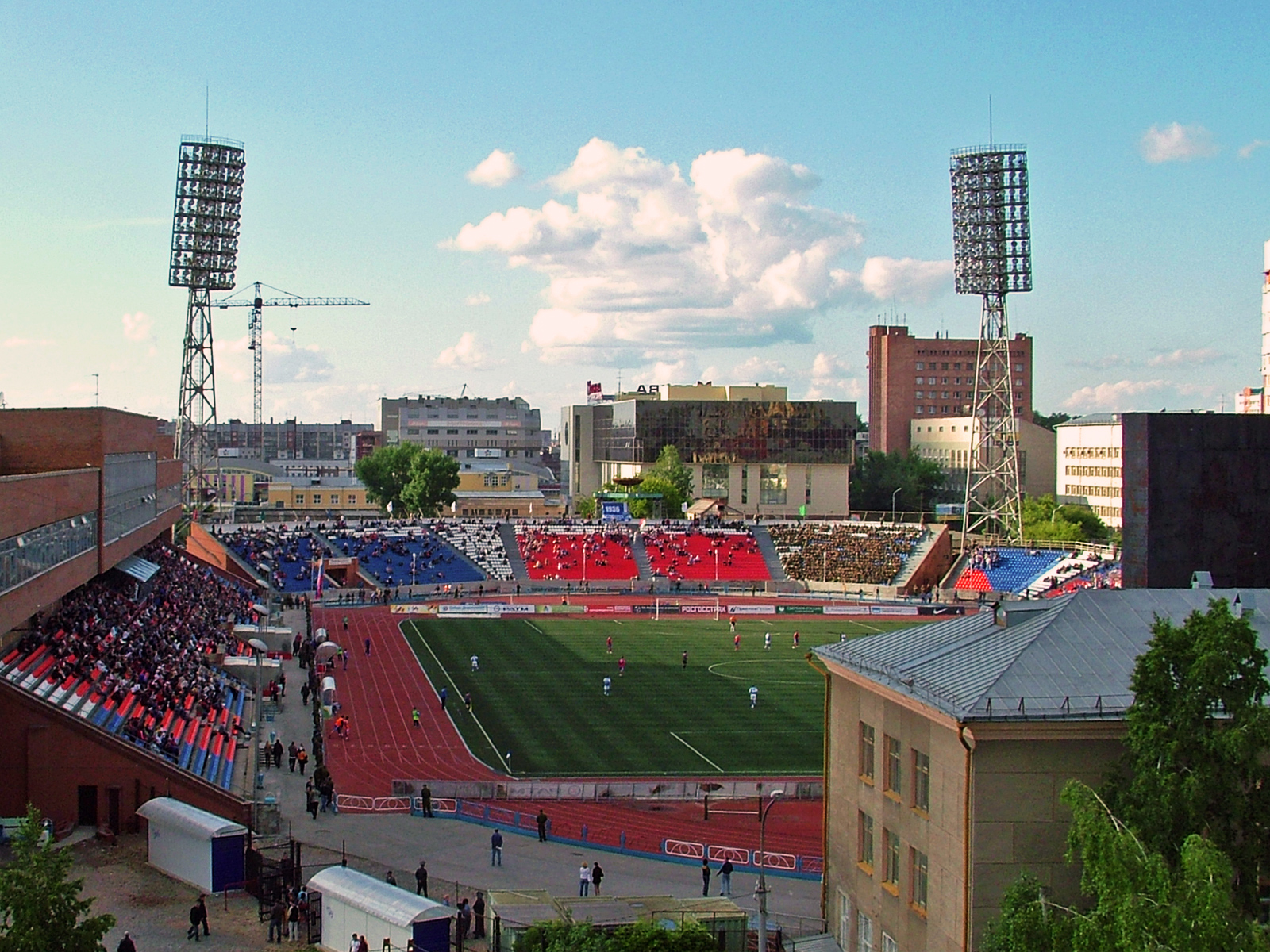
Spartak-Stadion

Zu den bekanntesten Sportvereinen der Stadt gehört der Eishockey-Club HK Sibir Nowosibirsk, der am Spielbetrieb der Kontinentalen Hockey-Liga (KHL) teilnimmt. Seine Heimspielstätte ist die 1964 fertiggestellte Mehrzweckhalle Eissportpalast Sibir, die knapp 7.400 Zuschauerplätze zu bieten hat und außer für Eishockeyspiele auch für Konzerte genutzt wird.
Außerdem wurde die Stadt durch den 2019 aufgelösten Fußballverein FK Sibir Nowosibirsk vertreten. In der Saison 2010 nahm die Mannschaft an der Austragung der Premjer-Liga teil. Der Nachfolgeverein FK Nowosibirsk spielt drittklassig.
Im Volleyball wird Nowosibirsk durch das Team vom VK Lokomotive Nowosibirsk, der auch im Europacup erfolgreich ist und 2013 die Volleyball Champions League gewann, und im Bandy vom HK Sibselmasch Nowosibirsk, der am Spielbetrieb der Superliga teilnimmt, repräsentiert. Der Basketballverein BK Nowosibirsk vertritt die Stadt in der russischen Superleague.

## Söhne und Töchter der Stadt

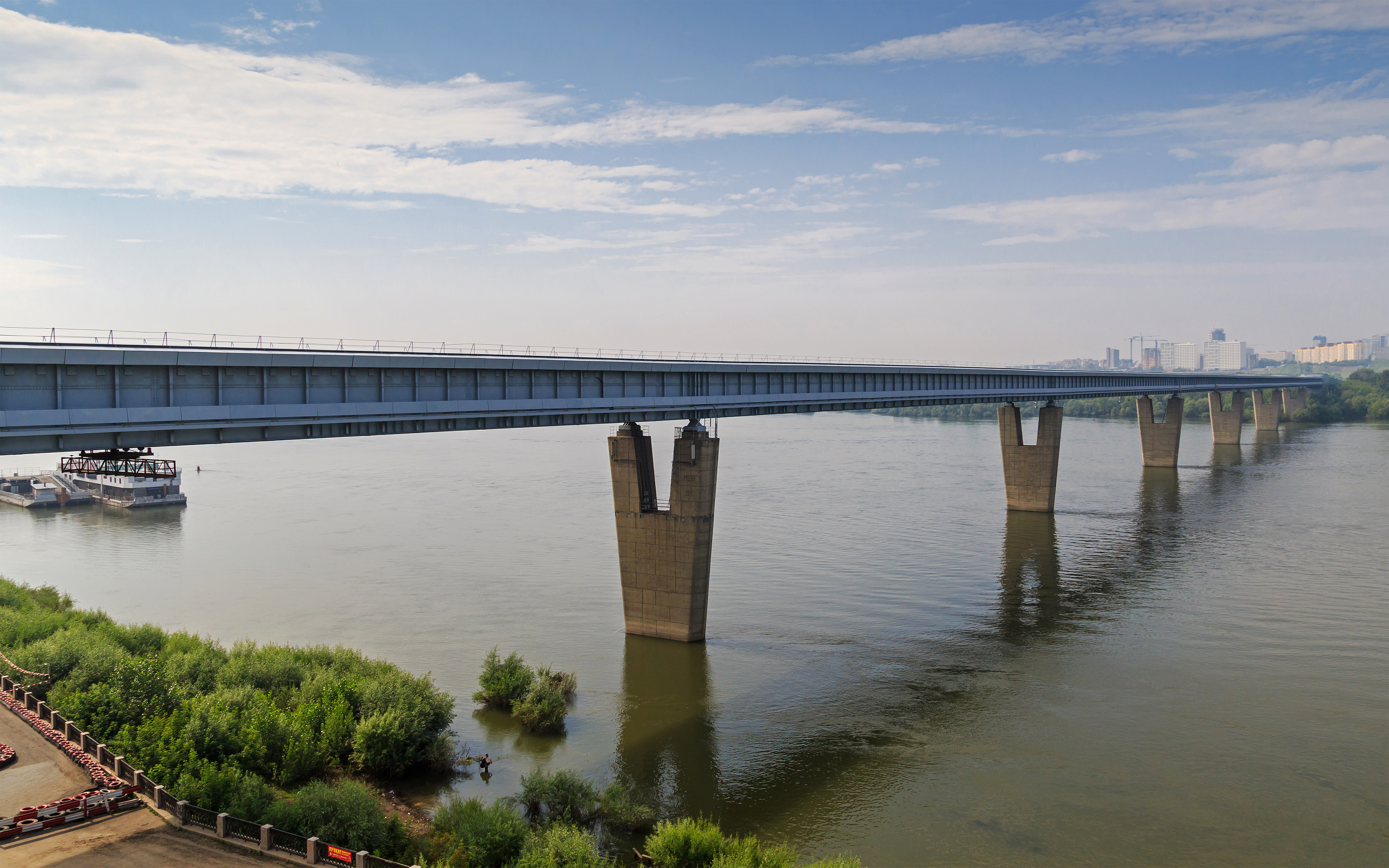
Der Ob, Metrobrücke Nowosibirsk

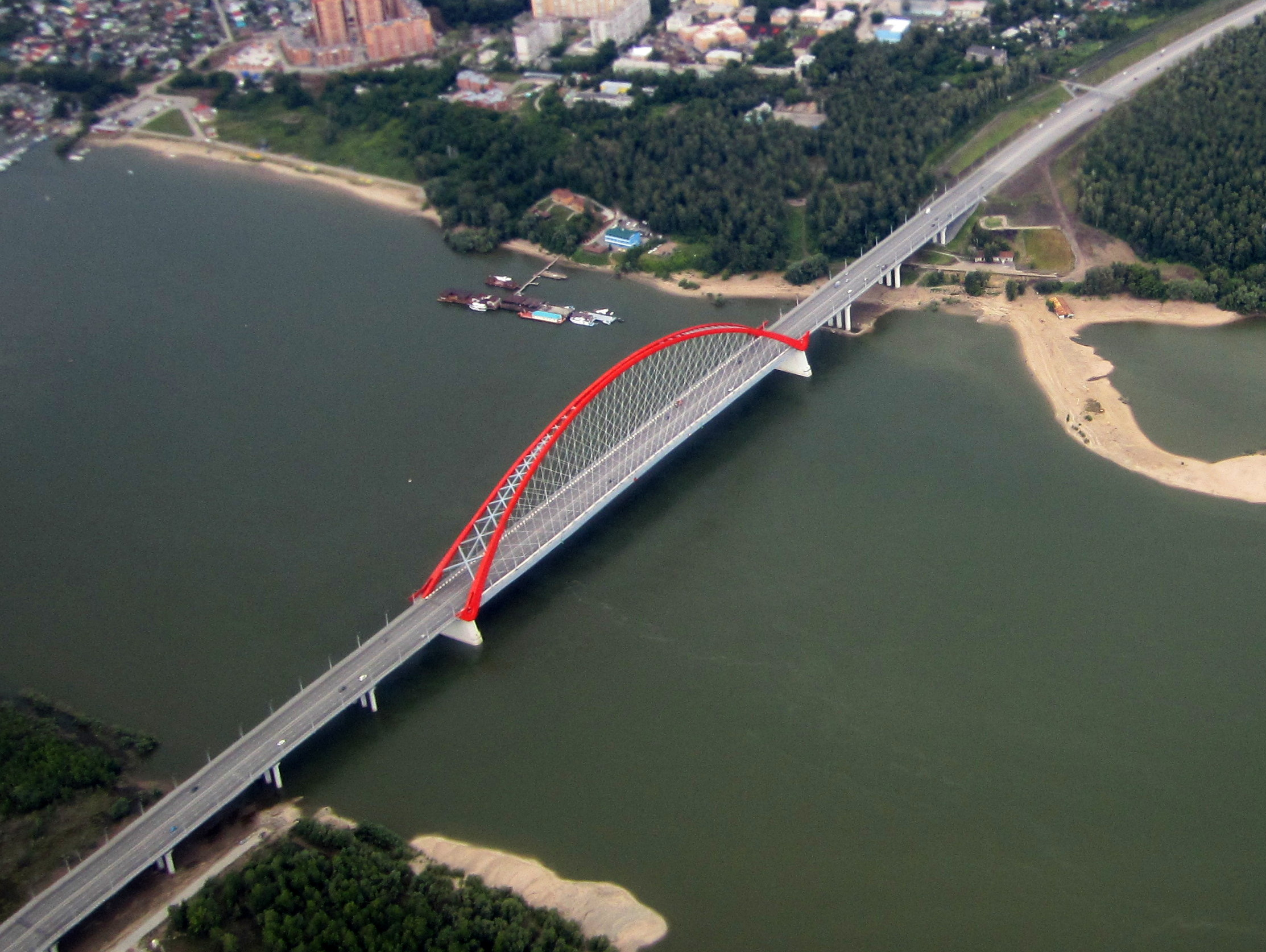
Bugrinski-Brücke über den Ob

## Städtepartnerschaften
Nowosibirsk listet folgende Partnerstädte auf:
- Minneapolis, Vereinigte Staaten (1988)
- Saint Paul, Vereinigte Staaten (1988)
- Sapporo, Japan (1990)
- Larnaka, Republik Zypern (1993)
- Daejeon, Südkorea (1995)
- Mianyang, Volksrepublik China (2000)
- Warna, Bulgarien (2008)
- Osch, Kirgisien (2009)
- Charkiw, Ukraine (2011)
- Minsk, Belarus (2012)
- Shenyang, Volksrepublik China (2013)
- Sewastopol (2014)
- Jerewan, Armenien (2014)
- Tiraspol, Transnistrien (2016)

## Eponyme
Der am 3. April 1976 entdeckte Asteroid (4271) Novosibirsk wurde 1993 passend zur 100-Jahr-Feier benannt.

## Politik und Verwaltung

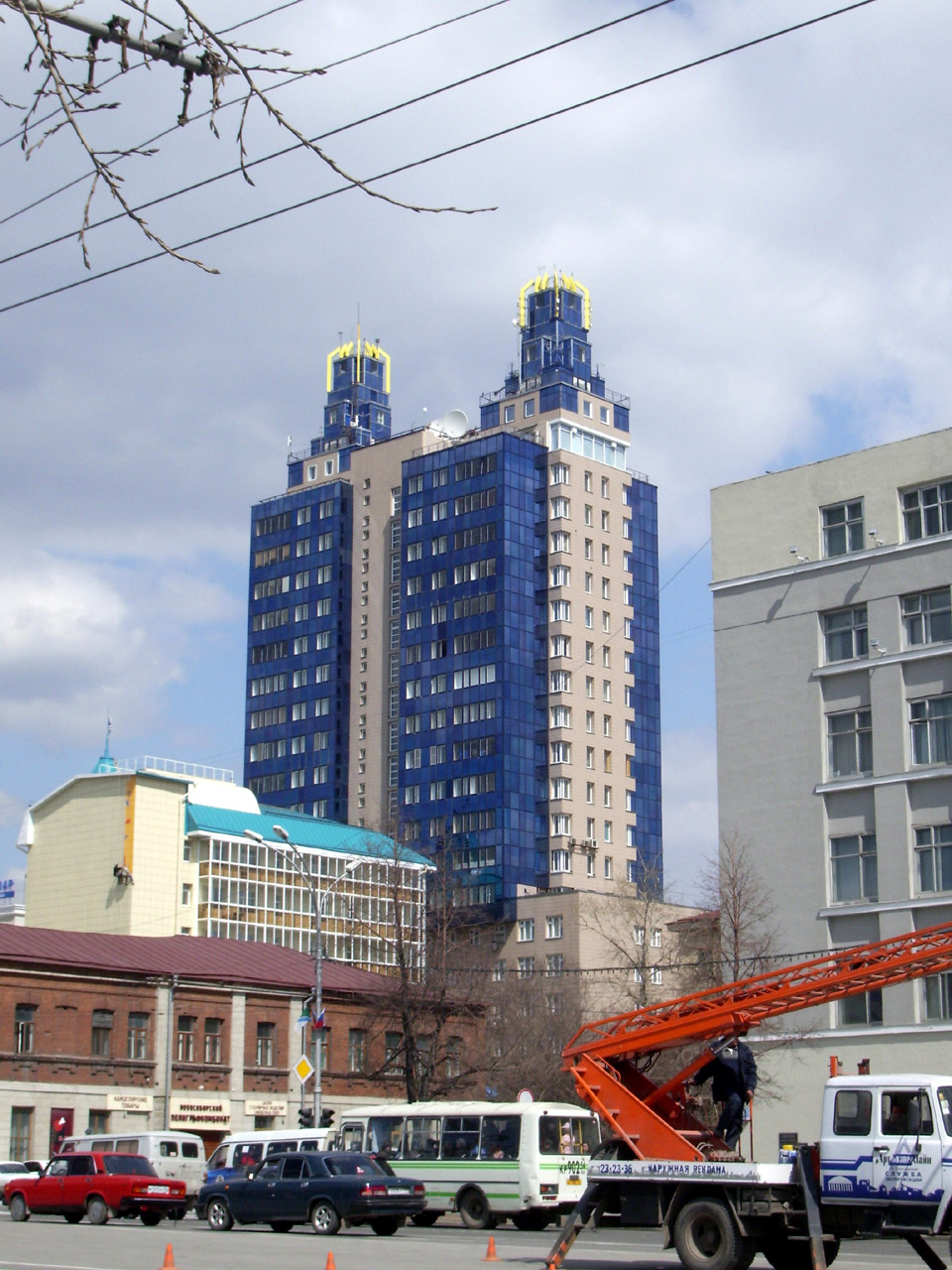
Eines der höchsten Gebäude

Nowosibirsk ist in zehn Stadtrajons aufgeteilt, davon sieben auf der rechten Seite des Ob:
- Zentralny (Центральный, Stadtzentrum)
- Schelesnodoroschny (Железнодорожный, Bahnhofsviertel, westlich des Zentrums)
- Oktjabrski (Октябрьский, südlich des Zentrums)
- Dserschinski (Дзержинский, östlich des Zentrums)
- Kalininski (Калининский, nördlich des Zentrums)
- Sajelzowski (Заельцовский, nördlich des Zentrums)
- Perwomaiski (Первомайский, Vorstadt südlich des Stadtgebiets)

Links des Ob befinden sich zwei weitere Stadtteile:
- Leninski (Ленинский, nördlicher Teil mit zweitem Stadtzentrum)
- Kirowski (Кировский, südlicher Teil)

Der Rajon Sowetski (Советский) liegt links und rechts des Ob am nördlichen Ufer des Ob-Stausees, etwa 20 Kilometer südlich der eigentlichen Stadt. Die Akademikerstadt Akademgorodok zählt zum Sowjetski Distrikt. Ein zweites wissenschaftliches Zentrum, Krasnoobsk, in welchem vor allem landwirtschaftliche Institute ihren Sitz haben, liegt nahe Nowosibirsk, ist aber nicht Teil des Stadtgebiets. Auch die Siedlung Kolzowo – ein Technologiezentrum – gehört verwaltungstechnisch nicht zur Stadt.

### Bürgermeister
Bürgermeister von Nowosibirsk war von Januar 2014 bis April 2014 Wladimir Snatkow (Einiges Russland) als Nachfolger des seit 2000 amtierenden Wladimir Gorodezki, der zum Vizegouverneur ernannt wurde und somit sein Amt niederlegen musste. Am 6. April 2014 wurde in der Kommunalwahl Anatoli Lokot von der Kommunistischen Partei der Russischen Föderation (KPRF) mit fast 44 Prozent der Stimmen zum neuen Bürgermeister gewählt.

## Klimatabelle
|                       | Jan   | Feb   | Mär   | Apr  | Mai  | Jun  | Jul  | Aug  | Sep  | Okt | Nov  | Dez   |   |      |
| Mittl. Tagesmax. (°C) | −12,2 | −10,3 | −2,6  | 8,1  | 17,5 | 24,0 | 25,7 | 22,2 | 16,6 | 6,8 | −2,9 | −8,9  | ⌀ | 7,1  |
| Mittl. Tagesmin. (°C) | −20,1 | −19,1 | −11,8 | −1,7 | 5,6  | 12,3 | 14,7 | 11,7 | 6,4  | 0,0 | −9,1 | −16,4 | ⌀ | −2,2 |
|                       |       |       |       |      |      |      |      |      |      |     |      |       |   |      |
| Niederschlag (mm)     | 20    | 13    | 13    | 24   | 36   | 39   | 64   | 67   | 35   | 37  | 29   | 20    | Σ | 397  |
|                       |       |       |       |      |      |      |      |      |      |     |      |       |   |      |
| Sonnenstunden (h/d)   | 2,2   | 3,8   | 5,4   | 7,1  | 8,5  | 10,1 | 9,8  | 7,9  | 5,7  | 3,2 | 1,9  | 1,5   | ⌀ | 5,6  |
|                       |       |       |       |      |      |      |      |      |      |     |      |       |   |      |
| Regentage (d)         | 6     | 5     | 5     | 6    | 8    | 7    | 8    | 9    | 8    | 9   | 8    | 6     | Σ | 85   |
|                       |       |       |       |      |      |      |      |      |      |     |      |       |   |      |
| Luftfeuchtigkeit (%)  | 81    | 79    | 78    | 67   | 59   | 64   | 71   | 74   | 73   | 78  | 82   | 82    | ⌀ | 74   |

| −20,1 |

| −19,1 |

| −11,8 |

| −1,7 |

| 5,6 |

| 12,3 |

| 14,7 |

| 11,7 |

| 6,4 |

| 0,0 |

| −9,1 |

| −16,4 |

| −20,1 |

| −19,1 |

| −11,8 |

| −1,7 |

| 5,6 |

| 12,3 |

| 14,7 |

| 11,7 |

| 6,4 |

| 0,0 |

| −9,1 |

| −16,4 |